# 施萊夫米倫萊訥河
47°37′24″N 11°01′28″E / 47.62339°N 11.02448°E

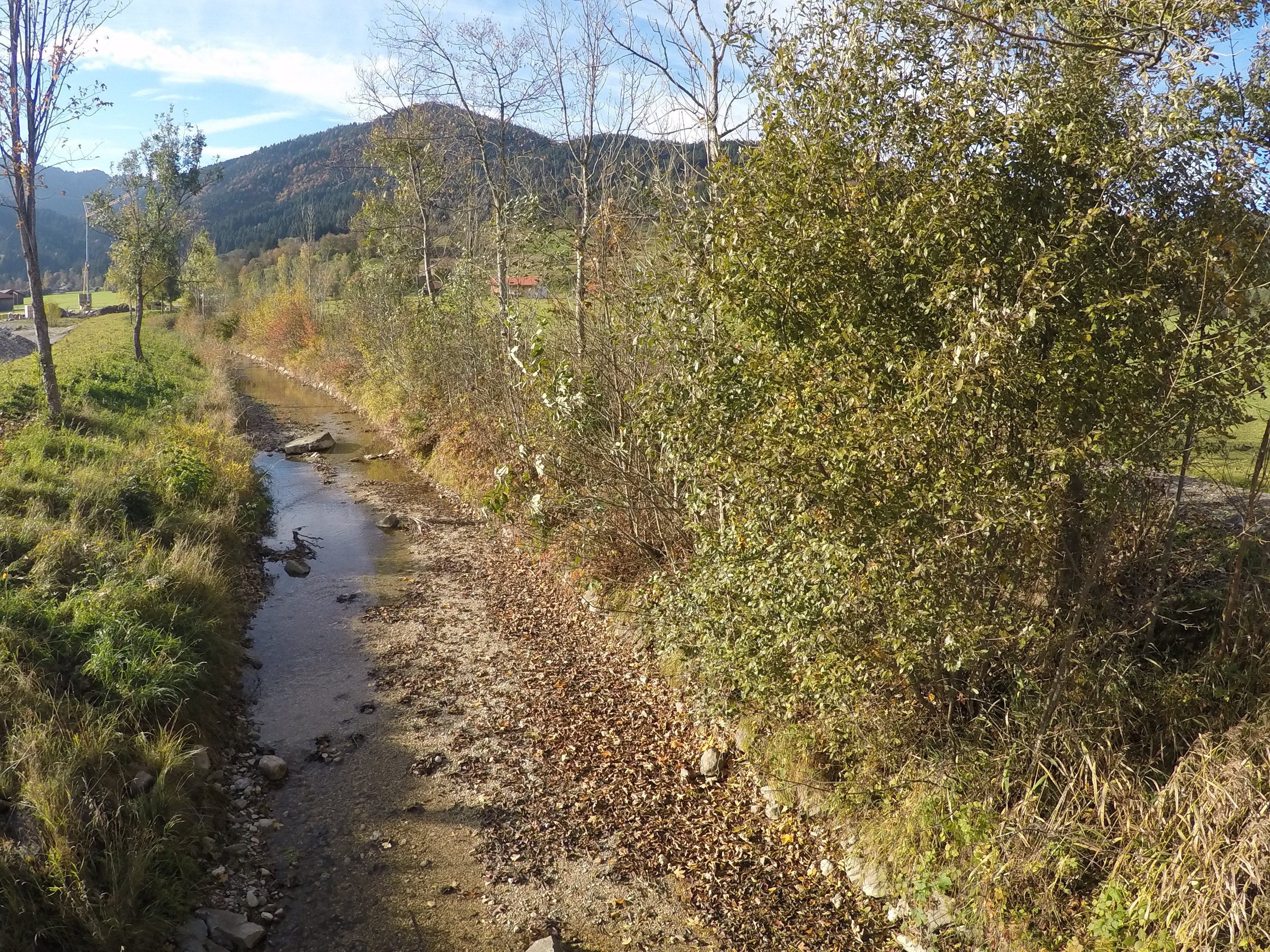

施萊夫米倫萊訥河是德國的河流，位於該國東南部，由巴伐利亞負責管轄，屬於安珀河的左支流，河道全長5.5公里，河口處在下阿默高。